# Modesty Blaise (1966)
Modesty Blaise is een Britse filmkomedie uit 1966 onder regie van Joseph Losey. De film is gebaseerd op het personage Modesty Blaise gecreëerd door schrijver Peter O'Donnell in een krantenstrip en een serie romans.

## Verhaal
De aantrekkelijke geheim agente Modesty Blaise kan haar kleding en haarkleur met één vingerknip volledig veranderen. Wanneer ze door de Britse geheime dienst wordt gevraagd om te infiltreren in een misdaadbende, komen haar talenten haar van pas.

## Rolverdeling
| Acteur           | Personage             |
| ---------------- | --------------------- |
| Monica Vitti     | Modesty Blaise        |
| Terence Stamp    | Willie Garvin         |
| Dirk Bogarde     | Gabriel               |
| Harry Andrews    | Gerald Tarrant        |
| Michael Craig    | Paul Hagan            |
| Clive Revill     | McWhirter / Abu Tahir |
| Alexander Knox   | Minister              |
| Rossella Falk    | Mevrouw Fothergill    |
| Scilla Gabel     | Melina                |
| Michael Chow     | Weng                  |
| Joe Melia        | Crevier               |
| Saro Urzì        | Basilio               |
| Tina Aumont      | Nicole                |
| Oliver MacGreevy | Getatoeëerde man      |
| Jon Bluming      | Hans                  |